# Schlacht im Olivenhain von Kountouras

Der Peloponnes im späten Mittelalter mit Messenien im südwestlichen Teil der Halbinsel.

Die Schlacht im Olivenhain von Kountouras (mittelgriechisch μάχη του ελαιώνα του Κούντουρα) fand im Frühsommer des Jahres 1205 in Messenien auf der Peloponnes statt. Darin verwickelt waren die fränkischen Ritter von Wilhelm von Champlitte (und Römer) sowie ortsansässige Griechen und Melinger. Die Franken versuchten Morea zu besetzen. Sie gewannen die Schlacht und brachen dadurch den Widerstand auf der Peloponnes. Letztendlich errichteten sie das Fürstentum Achaia.

## Hintergrund
Nach der Eroberung von Konstantinopel 1204 durch die Kreuzfahrer im Verlauf des Vierten Kreuzzuges und nach dem Fall des Byzantinischen Reiches hatte Bonifatius I. (Montferrat) das Königreich Thessaloniki begründet. Im Herbst folgte ihm Wilhelm von Champlitte nach Thessaloniki, zog dann aber weiter nach Morea (Peloponnese). Dort traf er mit Gottfried von Villehardouin zusammen, der auf dem Rückweg von Palästina Modon (Methoni) ansteuerte.
Gottfried hatte inzwischen im Dienst eines griechischen Fürsten, Johannes Kantakuzenos (oder Leon Chamaretos), angeheuert und gewann den Eindruck, dass man das Land leicht erobern könne. Als die Kreuzfahrer unter Bonifatius den griechischen Fürsten Leon Sgouros in Nafplio und Akrokorinth im Nordwesten belagerten, machte er sich auf, um Bonifatius’ Hilfe einzufordern.  Bonifatius machte Anstalten, ihn in seinem eigenen Dienst zu behalten, aber Villehardouin verbündete sich mit seinem Landsmann aus der Champagne, den er mit Geschichten über den Reichtum des Landes lockte und ihm den Treueschwur abnahm. Bonifatius erlaubte letztendlich ihre Unternehmung und Champlitte und Villehardouin machten sich auf, Morea zu erobern. Die Städte Patras und Andravida eroberten sie kampflos und in Andravida empfing Champlitte die Huldigung der lokalen Machthaber und der Bürger von Skorta und Mesaria. Von dort zogen die Franken nach Süden entlang der Küste. Sie wurden durch eine Flotte begleitet, die mit Leichtigkeit die Festung von Pontikon eroberte, die sie wiederherstellten und mit einer Garnison belegten. Sie umgingen die starke Festung  von Arkadia (Kyparissia), durchzogen Navarino, und erreichten Methoni. Sie befestigten die Mauern der Festung, die die Venezier geschleift hatten, um die Piraterie vor Ort in den Griff zu bekommen. Von dort griffen sie die Festung von Koroni an, die sie innerhalb eines Tages einnahmen und im Anschluss Kalamata. Auf griechischer Seite kämpften Bewohner von Lakonien, Arkadien und der Argolis. Man hat verschiedentlich den Heerführer der Griechen Michael mit Michael I. Komnenos Dukas identifiziert, der bald darauf das Despotat Epirus gründete, dies ist jedoch unwahrscheinlich.

## Verlauf
Nach den Quellen zählte das Heer von Michael 5000 oder 4000 Mann, die Männer von Champlitte dagegen nur 500 oder 700. Trotz der zahlenmäßigen Unterlegenheit dominierten die Franken die Schlacht und gewannen sie auch. Details der Schlacht werden in den Quellen nicht genannt auch der Ort ist nicht bekannt. Unklar ist sogar die genaue Chronologie, weil die beiden Quellen sich darin widersprechen. Daraufhin war der Widerstand der Griechen gebrochen, eine Burg nach der anderen und Stadt um Stadt ergaben sich die Franken. Noch im selben Jahr begründete Champlitte das Fürstentum Achaia.

## Bedeutung
Die Schlacht im Olivenhaim von Kountouras war entscheidend für die Eroberung des Peloponnes. Der Historiker William Miller verglich die Schlacht mit einem „Hastings of the Morea“
Nach dem Sieg blieben die Kreuzfahrer eine ganze Weile in der Ebene von Messenien. Champlitte berief ein Kriegskonzil ein, legte die zukünftige Strategie fest und sendete die Flotte heim. Am Ende des Jahres eroberten die Kreuzfahrer Arkadien und bald darauf die Festung Araklovon (Ἀράκλοβον), die von dem tapferen Krieger Doxapatres Voutsaras verteidigt wurde. Zu dieser Zeit hatte Champlitte den Norden und Westen der Halbinsel unter seiner Kontrolle und der Nordosten gehörte zum Herzogtum Athen unter der Oberherrschaft von Bonifatius. Leo Sgouros und seine Getreuen hielten allerdings noch zwei Festungen. Auch Lakonien und die Berge des Taygetos blieben unerobert. Aber damit war die erste Eroberungsphase abgeschlossen und in einem Brief an Papst Innozenz III. vom 19. November 1205 erhob Champlitte für sich den Anspruch auf den Titel princeps totius Achaiae provincie, wodurch das Fürstentum Achaia errichtet wurde.